# Sea Life Benalmádena
Sea Life Benalmádena es un acuario situado en la Costa del Sol, España. Está localizado en un edificio de Eduardo Oria en la entrada al Puerto Deportivo de Benalmádena, frente a la torre vigía de Torre Bermeja y junto al centro comercial Marina Shopping.
Fue inaugurado en 1995 como centro conservacionista y proteccionista de tiburones y más de 5.000 criaturas procedentes del Mediterráneo, Atlántico y las zonas tropicales del Índico, Pacífico y Mar Rojo, y las más representativas especies del Amazonas. Se compone de 25 acuarios divididos en 9 salas.
La marca Sea Life pertenece al grupo Merlin Entertainments, que gestiona más de veinte acuarios similares en Europa.